# Call Me When You're Sober
"Call Me When You're Sober" är en låt av det amerikanska rockbandet Evanescence, utgiven som den första singeln från albumet The Open Door den 25 september 2006. Låten skrevs av sångerskan Amy Lee och gitarristen Terry Balsamo, och handlar om Lees ex-pojkvän Shaun Morgan från bandet Seether. Lees systrar, Carrie och Lori, sjunger i bakgrunden under textraden "I've made up your mind". Som albumets ledande singel bidrog den till fortsatt framgång för bandet och sålde bra världen runt.

## Bakgrund
"Call Me When You're Sober" skrevs av sångerskan Amy Lee och gitarristen Terry Balsamo, och var den sista låten som spelades in till albumet The Open Door. Låten handlar om Lees ex-pojkvän Shaun Morgan, sångare i bandet Seether som ligger på samma skivbolag som Evanescence. Låten diskuterar hur han värdesätter alkohol före henne. Lee har förklarat låten i en intervju med VH1 från 2006:
| ” | It's very obvious who it's about. I know that people would read between the lines and think it's about my ex-boyfriend Shaun Morgan [of Seether], but I wanted to be completely clear. I needed so bad to say exactly what I was feeling for so long. Music is therapy for me. It's my outlet for every negative thing I've ever been through. It lets me turn something bad into something beautiful." | „ |

## Musikvideo
Musikvideon till låten regisserades av amerikanska videoproducenten Marc Webb och hade premiär på TV-kanalerna MTV, MTV2, VH1 och Fuse den 7 augusti 2006. Videon och Amy Lees tema är svagt baserat på Rödluvan. Enligt en intervju från 'bakom kulisserna' föreslog regissören att Lee skulle gränsla sin ex-pojkvän men Lee vägrade och tog motstånd till att sälja sex. Lee sa skämtsamt "You can't blame a guy for trying".
Lees ex-pojkvän spelas i videon av den brittiske skådespelaren Oliver Goodwill.

## Låtlista
Alla låtar skrivna av Amy Lee och Terry Balsamo.
Brittisk CD och 7" (Wind-Up; 82876 89415 2 / 82876 89415 7; 26 september 2006)
1. "Call Me When You're Sober" – 3:34
2. "Call Me When You're Sober" (Acoustic Version) – 3:37

Australisk CD (Wind-Up; 82876 89416 2; 18 september 2006)
1. "Call Me When You're Sober" – 3:34
2. "Call Me When You're Sober" (Acoustic Version) – 3:37
3. Video: "Making of the video" – 5:20
4. Video: "Call Me When You're Sober" – 3:33

## Medverkande
- Amy Lee – sång, piano
- Terry Balsamo – sologitarr
- Troy McLawhorn – kompgitarr, tillagd programmering
- Tim McCord – bas
- Will Hunt – trummor

## Listplaceringar
| Lista (2006)        | Placering |
| ------------------- | --------- |
| Australien          | 5         |
| Belgien (Flandern)  | 3         |
| Belgien (Vallonien) | 10        |
| Finland             | 7         |
| Frankrike           | 20        |
| Italien             | 3         |
| Nederländerna       | 27        |
| Norge               | 15        |
| Nya Zeeland         | 3         |
| Schweiz             | 6         |
| Sverige             | 23        |
| Österrike           | 7         |

### Fotnoter
1. ↑  C. Bottomley. "Evanescence: Amy Lee Explains the New Songs" Arkiverad 28 oktober 2007 hämtat från the Wayback Machine.. VH1 (18 september 2006). Hämtad 27 maj 2011.
2. ↑  Placering på Australiens singellista. Läst 6 maj 2011.
3. ↑  Placering på Belgiens singellista (Flandern). Läst 6 maj 2011.
4. ↑  Placering på Belgiens singellista (Vallonien). Läst 6 maj 2011.
5. ↑  Placering på Finlands singellista. Läst 6 maj 2011.
6. ↑  Placering på Frankrikes singellista. Läst 6 maj 2011.
7. ↑  Placering på Italiens singellista. Läst 6 maj 2011.
8. ↑  Placering på Nederländernas singellista. Läst 6 maj 2011.
9. ↑  Placering på Norges singellista. Läst 6 maj 2011.
10. ↑  Placering på Nya Zeelands singellista Arkiverad 18 november 2011 hämtat från the Wayback Machine.. Läst 6 maj 2011.
11. ↑  Placering på Schweiz singellista. Läst 6 maj 2011.
12. ↑  Placering på Sveriges singellista. Läst 6 maj 2011.
13. ↑  Placering på Österrikes singellista. Läst 6 maj 2011.